# (52242) Michelemaoret
(52242) Michelemaoret est un astéroïde de la ceinture principale.

## Description
(52242) Michelemaoret est un astéroïde de la ceinture principale. Il fut découvert le 3 mars 1981 à La Silla par Henri Debehogne et Giovanni de Sanctis. Il présente une orbite caractérisée par un demi-grand axe de 2,68 UA, une excentricité de 0,19 et une inclinaison de 12,6° par rapport à l'écliptique.

## Compléments